# Isoxya
Isoxya Simon, 1885 è un genere di ragni appartenente alla famiglia Araneidae.

## Distribuzione
Le 16 specie oggi note di questo genere sono state reperite prevalentemente in Africa e in Madagascar: la sola I. cicatricosa, che è anche la specie dall'areale più vasto, è stata rinvenuta anche nello Yemen, nella penisola arabica.

## Tassonomia
Rimosso dalla sinonimia con Gasteracantha Sundevall, 1833, a seguito di un lavoro dell'aracnologo Benoit (1962a).
Non è sinonimo anteriore di Afracantha Dahl, 1914, Hypsacantha Dahl, 1914, né di Togacantha Dahl, 1914, a seguito di un lavoro di Emerit del 1974, contra il precedente lavoro di Benoit (1962a) succitato.
Dal 1982 non sono stati esaminati esemplari di questo genere.
A maggio 2014, si compone di 16 specie:
1. Isoxya basilewskyi Benoit & Emerit, 1975 — Ruanda, Congo
2. Isoxya cicatricosa (C. L. Koch, 1844)[2] — Africa centrale, orientale e meridionale, Yemen
3. Isoxya cowani (Butler, 1882) — Madagascar
4. Isoxya mahafalensis Emerit, 1974 — Madagascar
5. Isoxya milloti Emerit, 1974 — Madagascar
6. Isoxya mossamedensis Benoit, 1962 — Angola
7. Isoxya mucronata (Walckenaer, 1842) — Africa centrale e meridionale
8. Isoxya nigromutica (Caporiacco, 1939) — Africa orientale
9. Isoxya penizoides Simon, 1887 — Africa centrale, occidentale e orientale
10. Isoxya reuteri (Lenz, 1886) — Madagascar
11. Isoxya semiflava Simon, 1887 — Africa centrale e occidentale
12. Isoxya somalica (Caporiacco, 1940) — Somalia
13. Isoxya stuhlmanni (Bösenberg & Lenz, 1895) — Africa centrale, orientale e meridionale
14. Isoxya tabulata (Thorell, 1859) — Africa centrale, orientale e meridionale
15. Isoxya testudinaria (Simon, 1901) — Africa orientale, centrale e occidentale
16. Isoxya yatesi Emerit, 1973 — Sudafrica

### Specie trasferite
- Isoxya camerunensis (Thorell, 1899); trasferita al genere Afracantha Dahl, 1914[1].
- Isoxya crucimaculata (Dahl, 1914); trasferita al genere Hypsacantha Dahl, 1914[1].
- Isoxya galeata Simon, 1887; trasferita al genere Aetrocantha Karsch, 1879[1].
- Isoxya nordviei (Strand, 1913); trasferita al genere Togacantha Dahl, 1914[1].